# لومیر ۷۷۵

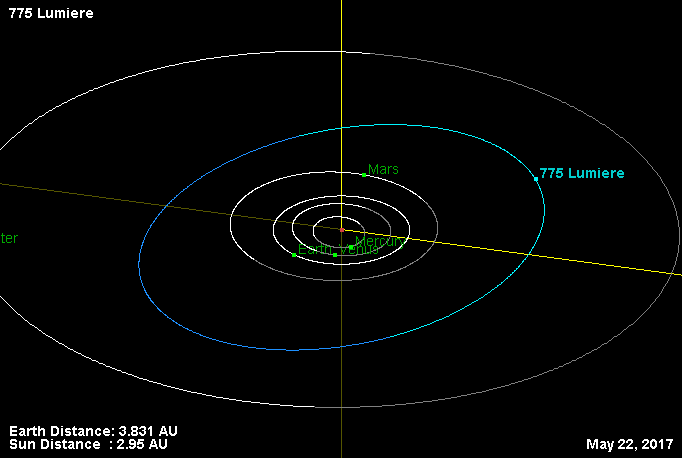
نمایی از محل قرارگیری سیارک لومیر ۷۷۵ در مدار – ۲۰۱۷

سیارک ۷۷۵ (به انگلیسی: 775 Lumiere، نامگذاری:1914TX) هفتصد و هفتاد و پنجمین سیارک کشف شده‌است که در ۶ ژانویه ۱۹۱۴ و در نیس کشف شد.
قدر مطلق سیارک برابر ۱۰٫۴۰ است.